# انتخابات الرئاسة الأمريكية 1956
الانتخابات الرئاسية الأمريكية 1956 هي الانتخابات الرئاسية الأمريكية التي جرت في 6 نوفمبر 1956، لانتخاب رئيس الولايات المتحدة، فاز بالانتخابات دوايت أيزنهاور.

## المرشحين
| المرشح         | الحزب | عدد الأصوات |
| -------------- | ----- | ----------- |
| دوايت أيزنهاور |       |             |